# Armadillidium laminigerum
Armadillidium laminigerum är en kräftdjursart som beskrevs av Karl Wilhelm Verhoeff 1907. Armadillidium laminigerum ingår i släktet Armadillidium och familjen klotgråsuggor.

## Underarter
Arten delas in i följande underarter:
- A. l. laminigerum
- A. l. koelbeli